# Maciços e Serras Baixas
A unidade dos Maciços e Serras Baixas é uma unidade geoambiental do Nordeste Brasileiro, que ocorre em boa parte dos estados do Ceará, Pernambuco, Paraíba e Rio Grande do Norte. Caracteriza-se por um relevo composto por maciços imponentes e pouco movimentados e solos de alta fertilidade. O clima varia conforme a altitude: nos pontos mais altos o clima é ameno, propiciando a vegetação de florestas. Nas encostas e sopés, o clima é mais quente, com vegetação característica do semiárido: a caatinga.
Na Bahia, esta unidade surge em serras estreitas e compridas, na direção norte-sul, cortando a Depressão Sertaneja, como as serras Estreito e de Itiúba. Este tipo de serra também surge no sertão da Paraíba e Rio Grande do Norte e no alto do Jaguaribe no Ceará. Nestas serras, os solos são pobres e a vegetação típica é a caatinga.
O potencial hídrico é baixo. Entretanto, o relevo é favorável à implantação de barragens. Existem 64 açudes com capacidade de 736,2 milhões de metros cúbicos de água.

## Ligações Externas
- José Maria Cardoso da Silva et al (org), 2003: A Biodiversidade da Caatinga:áreas e ações  prioritárias para a conservação. Ministério do Meio Ambiente